# Thích Thế Long
Hòa thượng Thích Thế Long (1909 – 23 tháng 3 năm 1985) là một trong những lãnh đạo của Giáo hội Phật giáo Việt Nam, nguyên Phó Chủ tịch thường trực Hội đồng Trị sự Giáo hội Phật giáo Việt Nam, nguyên là trụ trì chùa Cổ Lễ (Ninh Bình). Hòa thượng cũng là một chính khách, là Đại biểu Quốc hội khóa VI, VII, nguyên Phó chủ tịch Quốc hội khóa VII, và được Nhà nước Việt Nam tặng thưởng Huân chương Hồ Chí Minh (2018).

## Thân thế
Sư là người họ Phạm, sinh năm 1909 tại xã Hải Anh, huyện Hải Hậu, Nam Định trong một gia đình nhà Nho có truyền thống Phật giáo. Sư là con út nhưng cũng là con trai duy nhất của cụ Phạm Văn Ngoan (tức Ngôn) và cụ bà Trần Thị Thanh (pháp danh Diệu Thái). Sau khi sinh ra sư, cụ bà mới đồng ý để cụ ông xuất gia. Cụ Ngoan xuất gia ở chùa Nội, thị trấn Cổ Lễ với pháp danh là Thích Thanh Cát và cả hai người con gái của Cụ (tức chị gái của Ngài) cũng xuất gia.
Năm 1915, nhân chuyến về thăm nhà, nhà sư Thanh Cát đã khuyên gia đình cho Ngài xuất gia. Ngài được Sư tổ Quang Tuyên, người bác của Ngài lúc đó đang trụ trì chùa Thuỷ Nhai, xã Xuân Thuỷ, huyện Xuân Trường, Nam Định thu nhận, sau đó được gửi sang chùa Thượng Phúc tham học.
Năm 1929, Ngài được trao truyền Cụ túc giới, nối pháp đời thứ 46 dòng Tào Động, sơn môn Phù Ninh, Nam Định, sau đó Ngài được đến tham học tại Tổ đình Liên Phái, Hà Nội.
Năm 1934, sư tổ Quang Tuyên chùa Cổ Lễ viên tịch, sư trở về chịu tang và tiếp tục công việc kiến tạo chùa Cổ Lễ. Chùa Cổ Lễ cũng là nơi tổ chức nhiều giới đàn của Phật giáo tỉnh Nam Định, Sư được mời làm Hoà thượng Đàn đầu, không những ở chùa Cổ Lễ mà cả ở giới đàn chùa Thánh Ân (chùa Cả) Nam Định. Ngài trở thành một trong những bậc Giáo phẩm cao cấp của Phật giáo tỉnh Nam Hà khi ấy.

## Hoạt động Đạo – Đời
Năm 1945, sư tham gia hoạt động cách mạng và được tín nhiệm giữ chức Phó Chủ nhiệm Tỉnh bộ Việt Minh tỉnh Nam Định
Năm 1947, sư được suy cử làm Phó Chủ tịch Phật giáo cứu quốc tỉnh Nam Định
Năm 1951, sư là Phó Chủ tịch Mặt trận Liên Việt tỉnh Nam Định, Ủy viên Mặt trận Liên Việt Liên khu 3, Ủy viên Mặt trận Liên Việt toàn quốc
Từ năm 1958 đến năm 1981: Hội Phật Giáo Thống Nhất Việt Nam (miền Bắc) hoạt động, Hòa thượng được cử giữ chức vụ Phó hội trưởng, Hội trưởng Phật giáo tỉnh Nam Hà.
Tháng 10 năm 1964, tại Ðại hội kỳ III Trung ương Hội Phật Giáo Thống Nhất Việt Nam, Hòa thượng được suy cử vào Ban trị sự Trung ương.
Năm 1972, Hội Phật giáo Thống nhất Việt Nam được thành lập, Hòa thượng là Phó Hội trưởng kiêm Tổng thư ký Hội Phật giáo Thống nhất Việt Nam, Phó Trưởng Ban vận động Thống nhất Phật giáo Việt Nam.
Năm 1973, Hòa thượng cùng Ban trị sự Trung ương thành lập trường “Tu học Phật pháp Trung ương” tại chùa Quán Sứ.
Từ năm 1976 đến năm 1980, Hòa thượng là Phó Chủ tịch Ủy ban Mặt Trận Tổ Quốc tỉnh Hà Nam Ninh và là đại biểu Hội Ðồng Nhân Dân tỉnh.
Tháng 11 năm 1981, tại Hội nghị Thống nhất Phật giáo Việt Nam thành lập Giáo hội Phật giáo Việt Nam, Hòa thượng được cử giữ chức vụ Thường trực Trung ương Giáo hội Phật giáo Việt Nam. Hòa thượng được cho là người có vai trò đặc biệt quan trọng trong quá trình vận động thành lập Giáo hội Phật giáo Việt Nam.
Tháng 7 năm 1981, tại kỳ họp thứ nhất Quốc hội khóa VII, Hòa thượng được bầu làm Phó Chủ tịch Quốc hội
Ngày 23 tháng 3, 1985, Hòa thượng viên tịch tại Tổ đình Cổ Lễ (Nam Định), hưởng thọ 76 tuổi, hạ lạp 56 năm. Lễ tang được tổ chức trọng thể với nghi thức lễ tang Nhà nước. Hoà thượng Pháp chủ Thích Đức Nhuận đã ban Tháp hiệu của Ngài là An Lạc tháp và tên hiệu Tế Mỹ.

## Vinh danh
Sư được xem là có nhiều đóng góp đối với Hội Phật giáo Cứu quốc trong Kháng chiến chống Pháp, cũng như đối với việc phục hồi các hoạt động Phật sự của Phật giáo miền Bắc sau năm 1954, vận động thành lập Giáo hội Phật giáo Việt Nam.
Nhà nước Việt Nam đã trao tặng nhiều danh hiệu cao quý cho Sư như:
- Huân chương Hồ Chí Minh (7 tháng 6 năm 2018)
- Huân chương Kháng chiến hạng Nhất, hạng Ba
- Huân chương Độc lập hạng Nhì

Pháp danh của sư được đặt cho một con đường tại thành phố Nam Định (cũ)